# IC 3771
IC 3771 је елиптична галаксија у сазвјежђу Ловачки пси која се налази на листи објеката дубоког неба у Индекс каталогу.
Деклинација објекта је + 39° 10' 25" а ректасцензија 12h 46m 52,6s. Привидна величина (магнитуда) објекта IC 3771 износи 15,7 а фотографска магнитуда 16,7. IC 3771 је још познат и под ознакама NPM1G +39.0300, PGC 2144774.